# Presidente do Sri Lanka
O Presidente da República Socialista Democrática do Sri Lanka é o chefe de Estado e de governo. O presidente é a figura política dominante no Sri Lanka. O atual presidente do país é Anura Kumara Dissanayake.
Wickremesinghe, então primeiro-ministro, tornou-se o presidente interino em 13 de julho de 2022, depois que seu antecessor Gotabaya Rajapaksa fugiu do país em 13 de julho de 2022, renunciando no dia seguinte. Em 15 de julho de 2022, Wickremesinghe foi empossado como presidente interino do Sri Lanka. Em 20 de julho de 2022, Wickremesinghe foi eleito o nono presidente pelo parlamento em uma votação secreta.